# 安藤真
安藤 真（あんどう まこと、1952年 - ） は、日本の通信工学者。東京工業大学副学長、IEEE Antennas & Propagation Society会長、国際電波科学連合（URSI）会長、電子情報通信学会会長などを歴任した。

## 人物・経歴
北海道生まれ。父は船の設計技師。北海道札幌南高等学校卒業後、東京工業大学に進学し、全国漁業協同組合連合会の仕事で六本木に住んでいた祖父母宅の居候となった。東京工業大学サッカー部出身。関口利男研究室に配属され、1974年東京工業大学工学部電子物理工学科卒業。1976年東京工業大学大学院理工学研究科修士課程修了。1979年東京工業大学大学院理工学研究科博士課程修了、日本電信電話公社横須賀電気通信研究所入所、電波研究室配属。1982年東京工業大学工学部電子物理工学科後藤尚久研究室助手。1985年東京工業大学工学部電子物理工学科助教授。1995年東京工業大学工学部電気・電子工学科教授。2000年東京工業大学大学院理工学研究科電気電子工学専攻教授。2005年電子情報通信学会アンテナ・伝播研究専門委員会委員長。2007年電子情報通信学会エレクトロニクスソサイエティ会長。2009年IEEE Antennas & Propagation Society会長。2010年日本学術会議連携会員。2011年国際電波科学連合副会長。2015年国立大学法人東京工業大学理事・副学長（研究担当）、International Symposium on Antennas and Propagation（ISAP）国際運営委員会議長。2017年東京工業大学名誉教授、国際電波科学連合会長。2018年電子情報通信学会会長、独立行政法人国立高等専門学校機構理事。日本学術振興会学術研究センタープログラムオフィサー、独立行政法人国立高等専門学校機構機構顧問、テラヘルツシステム応用推進協議会会長も歴任。指導学生に遠藤信博など。

## 受賞歴
- 1982年 - 電子情報通信学会会学術奨励賞[5]
- 1990年 - 電気通信普及財団賞[4]
- 1992年 - 井上学術賞[2]
- 1993年
  - 電子情報通信学会論文賞[2]
  - 電子情報通信学会業績賞[2]
- 1996年 - 電子情報通信学会通信ソサイエティ活動功労感謝状[5]
- 2003年 - IEEEフェロー[4]
- 2004年 - 電波産業会電波功績賞総務大臣表彰[2][5]
- 2006年
  - 情報化促進貢献総務大臣表彰[2]
  - 電子情報通信学会エレクトロニクスソサイエティ論文賞[2]
- 2007年
  - 電子情報通信学会通信ソサイエティ論文賞[4]
  - 電子情報通信学会通信ソサイエティ功労顕彰状[4]
- 2009年 - 電子情報通信学会エレクトロニクスソサイエティレター論文賞[2]
- 2011年
  - IEEE, IMWS2011 Best Paper Award[2]
  - APMC2011 Best Paper Award[2]
- 2012年 - APMC2012 Best Paper Award[2]
- 2013年 - APMC2013 Best Paper Award[2]
- 2014年 - 電子情報通信学会功績賞[2]
- 2016年 - 電子情報通信学会論文賞[5]
- 2017年 - NHK放送文化賞[10]
- 2018年 - 電子情報通信学会喜安善市賞[5]
- 2020年 - 電波の日総務大臣表彰[11]